# Tratado de Santo Ildefonso (1796)

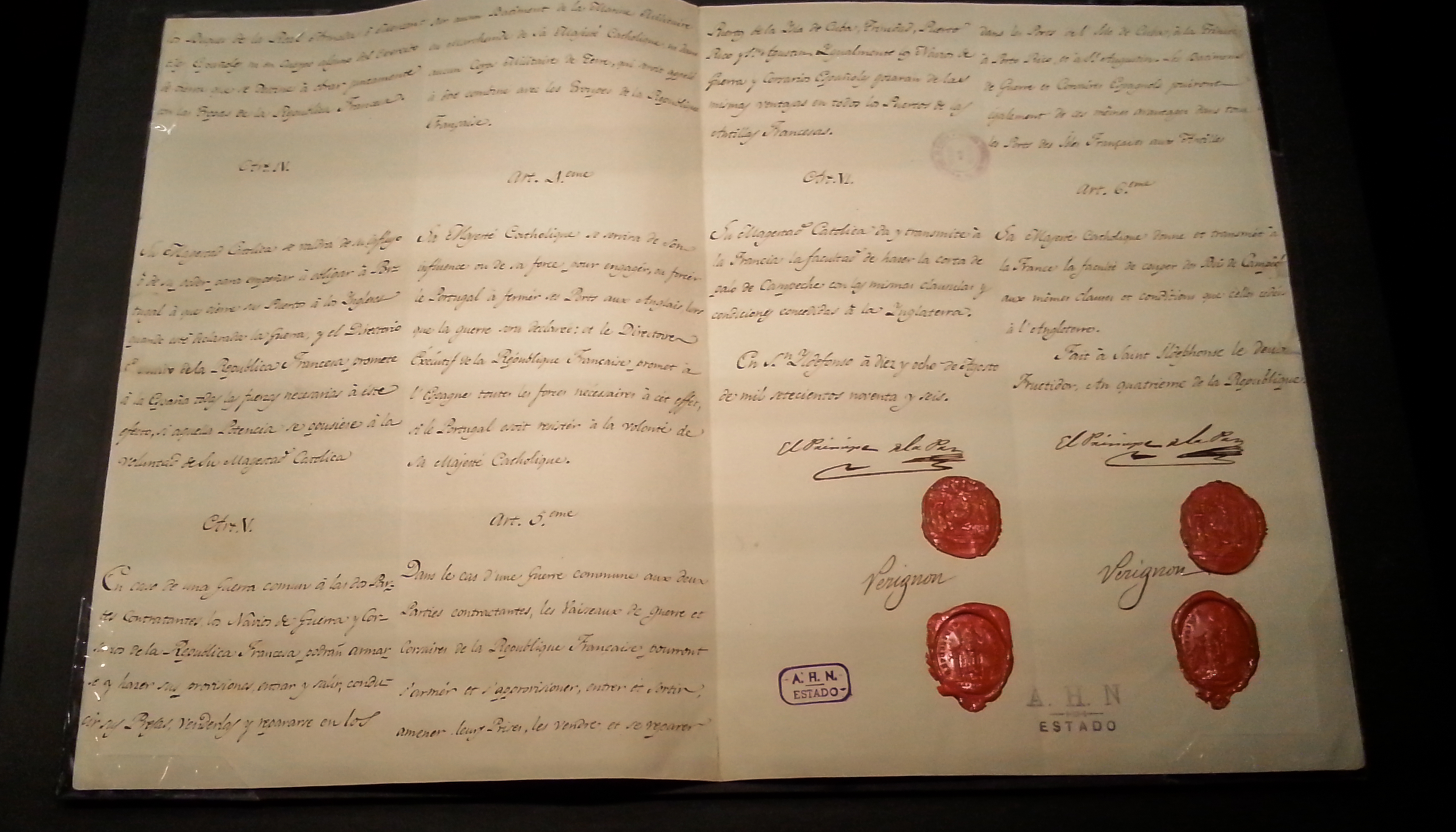
Tratado de San Ildefonso. Exposição Fragata Mercedes, (2015). Museu Arqueológico de Alicante.

O segundo Tratado de San Ildefonso de 1796 foi uma aliança militar firmada entre a Espanha e a França em 1796, com a França embarcando nas guerras de sua etapa revolucionária. Nos termos do acordo, os dois Estados concordaram em manter uma política militar conjunta contra o Reino Unido, que na época ameaçava a frota espanhola em suas viagens para a América.

## Contexto
Após a assinatura em 1795 da Paz de Basileia, pela qual terminou a Guerra Franco-Espanhola de Roussillon (1793-1795), os dois países decidiram unir forças contra o Reino da Grã-Bretanha, um inimigo comum: a França estava em guerra contra a Primeira Coalizão, união de vários países entre os quais o Reino Unido era a principal potência, enquanto a Espanha era o alvo da frota militar britânica nas colônias americanas.

## Acordos
Manuel Godoy, em nome de Carlos IV da Espanha , e o general Catherine-Dominique de Pérignon, enviado pelo Diretório francês , ajustaram o tratado em 18 de agosto de 1796 no Palácio Real de La Granja de San Ildefonso. Os principais pontos acordados foram os seguintes:
- Haveria uma aliança militar ofensiva e defensiva entre os dois países.
- A pedido de uma das partes signatárias, a outra a ajudaria em três meses com uma frota de quinze navios de linha, seis fragatas e quatro corvetas , todos devidamente armados e abastecidos. A esta marinha seriam acrescentadas forças terrestres de 18 000 infantaria, 6 000 cavalaria e artilharia proporcionalmente.
- A manutenção dessas forças seria de responsabilidade do país a que pertenciam.
- Em caso de guerra por mútuo acordo, ambas as potências uniriam todas as suas forças militares e agiriam de acordo com uma política conjunta.

## Referencias
1. ↑  Soler, María Rosario Sevilla (1980). Santo Domingo, tierra de frontera (1750-1800) (em espanhol). [S.l.]: Editorial CSIC - CSIC Press
2. ↑  «Segundo tratado de San Ildefonso (16 de agosto de 1796)». altorres.synology.me. Consultado em 25 de setembro de 2021